# 咸镜北道

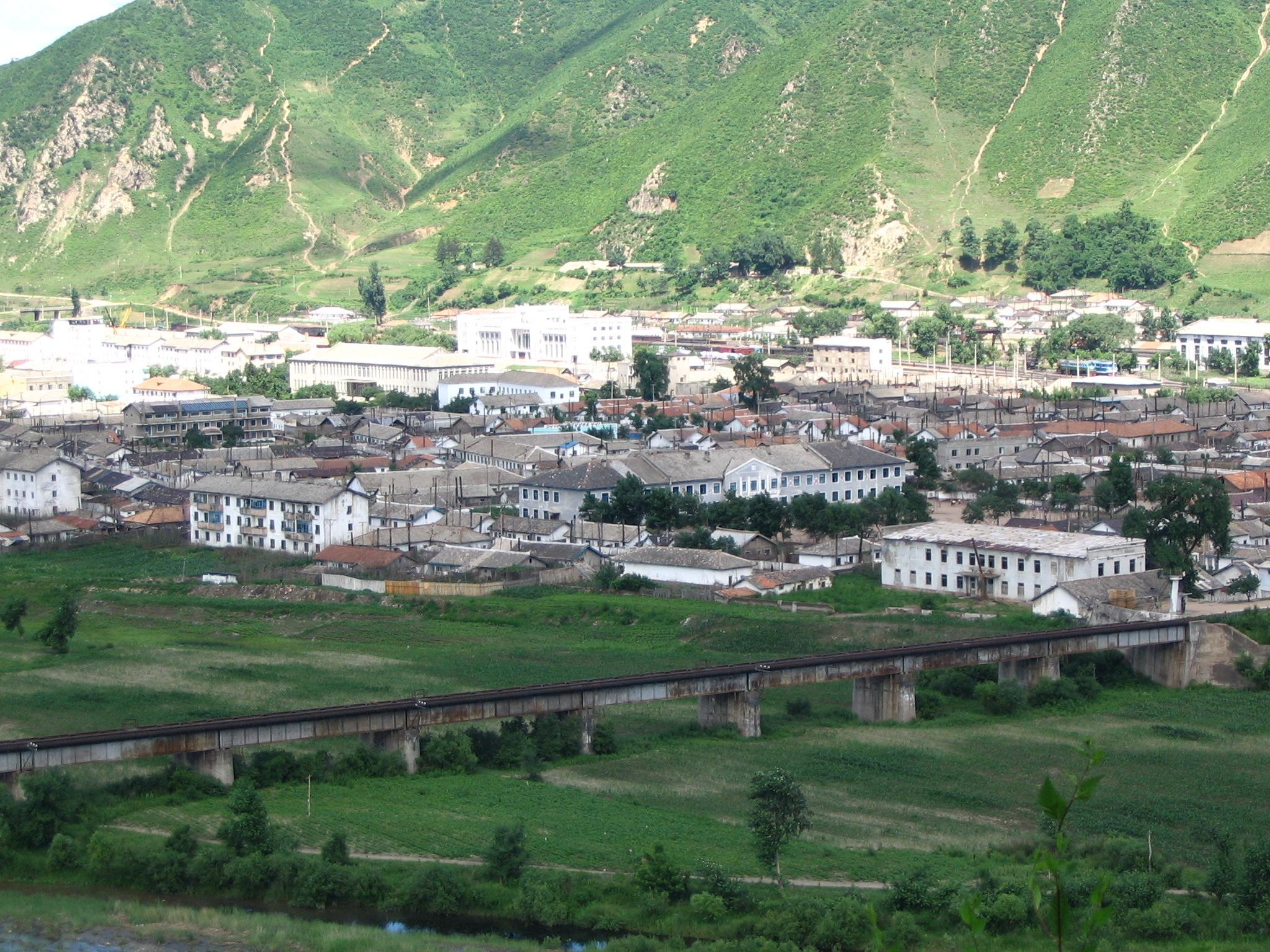
咸镜北道南陽勞動者區（2006年）

咸镜北道（朝鲜语：／ Hamgyŏngbuk do */?），是东北部的地方行政区，南陽勞動者區位於此處。1896年把咸镜道南北两分而成立。
1993年罗先直辖市从咸镜北道分置。
道政府所在清津市。管辖3市12郡7区域256里141洞44劳动地区。

## 地理
北方與中國吉林省延邊朝鮮族自治州隔圖們江相望。西與兩江道、南與咸镜南道接壤。東面臨日本海和東南臨東朝鮮灣。
花坮郡有朝鮮核武器地下試驗場。
漁郎郡有長淵湖水產養殖基地及機場。
咸镜北道位於朝鮮東北部，東臨日本海，北界圖們江。面積1.6萬平方公里，人口大約有170萬（1976年數據）。設有2市13郡，首府是清津市。咸鏡北道以咸镜山脈為分水嶺，地势分别向西北和東南兩側傾斜。兩坡和緩，東坡陡峻，山區佔該道面積約80%。該道地下有豐富的鐵、煤、鎂、雲母、鎳、高嶺土、霞石、石墨等礦藏。茂山鐵礦蘊藏量达數十億噸，佔全國鐵礦總量的三分之二。全道水電站較多。工業以采礦、冶金、機器制造、紡織、造紙業、化工和魚類加工為主。

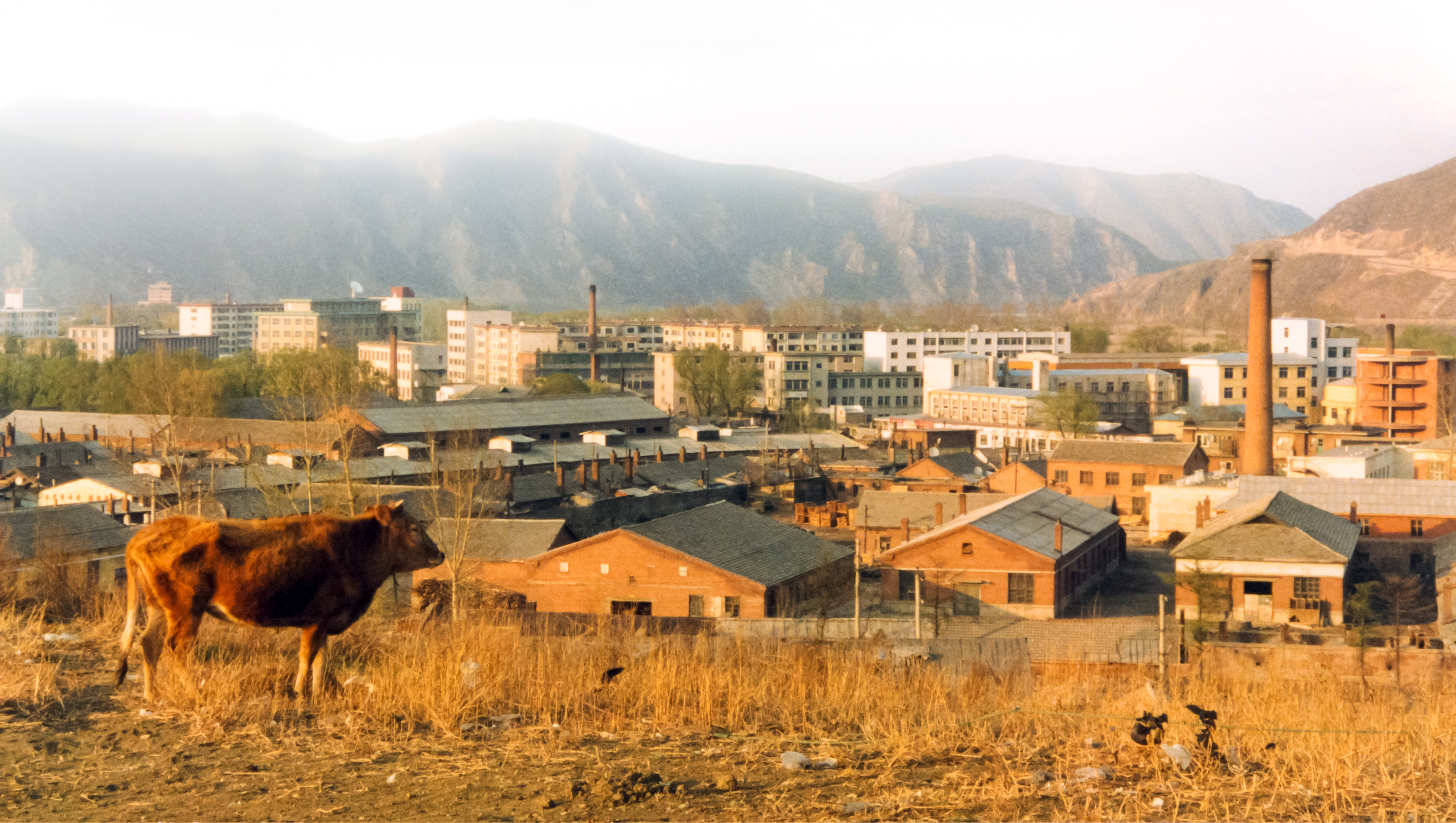
咸镜北道農村

## 行政区划
- 市部　
  - 清津市：羅南區域 - 富润区域 - 松坪区域 - 水南区域 - 新岩區域 - 浦港區域 - 青岩区域
  - 金策市
  - 会宁市
- 郡部：茂山郡 - 镜城郡 - 花坮郡 - 明川郡 - 化城郡 - 吉州郡 - 延社郡 - 恩德郡 - 富宁郡 - 渔郎郡 - 稳城郡 - 慶源郡

## 政治

### 历任党委责任书记
- 金哲三

## 高等院校
- 金正淑教員大學
- 清津礦山金屬大學
- 清津醫學大學
- 羅津海運大學
- 清津農業大學
- 吳仲恰清津第一師範大學
- 清津第二師範大學
- 清津工業大學
- 霧散工業大學

## 自然公園
- 七寶山自然公園
- 長淵湖自然公園